# Liga dżentelmenów (film)
Liga dżentelmenów (ang. The League of Gentlemen) – brytyjska komedia kryminalna z 1960 roku. Adaptacja powieści Johna Bolanda.

## Fabuła
Pułkownik Hyde zostaje przymusowo wydalony z armii i wysłany na emeryturę. Niezadowolony z takiego obrotu sprawy nawiązuje kontakt z siedmioma innymi byłych oficerami, aktualnie także bezrobotnymi, i proponuje im udział we wspólnym napadzie na bank. Swój zamiar "dżentelmeni", zamierzają przeprowadzić z prawdziwie wojskową precyzją.

## Główne role
- Jack Hawkins: Hyde
- Nigel Patrick: Race
- Roger Livesey: Mycroft
- Richard Attenborough: Lexy
- Bryan Forbes: Porthill
- Kieron Moore: Stevens
- Terence Alexander: Rupert
- Norman Bird: Weaver
- Robert Coote: Bunny Warren
- Melissa Stribling: Peggy
- Nanette Newman: Elizabeth
- David Lodge: C.S.M.
- Patrick Wymark: Wylie
- Norman Rossington: Hall
- Oliver Reed: Chorknabe

## Nagrody i wyróżnienia[2]
- 1960: Nagroda Zuluety na MFF w San Sebastián w kategorii: Najlepszy aktor (Bryan Forbes, Jack Hawkins, Nigel Patrick, Richard Attenborough, Roger Livesey)
- 1961: Nominacja do BAFTY za Najlepszy scenariusz brytyjski(Bryan Forbes)